# Swertia pseudochinensis
Swertia pseudochinensis är en gentianaväxtart som beskrevs av Kanesuke Hara. Swertia pseudochinensis ingår i släktet Swertia och familjen gentianaväxter. Inga underarter finns listade i Catalogue of Life.